# Présomption de paternité en droit québécois
Pour un article plus général, voir Présomption de paternité.
En droit québécois, le Code civil établit une présomption de paternité à l'article 525 du Code civil du Québec. Cette règle oblige le tribunal à présumer que le père de l'enfant est le conjoint marié, le conjoint d'union civile ou le conjoint de fait lorsque l'enfant naît pendant le mariage, pendant l'union civile ou pendant l'union de fait ou dans les 300 jours après sa dissolution, son annulation ou, dans le cas de l'union de fait, sa fin.  Elle prévoit aussi des situations où la présomption est écartée. 
Comme il s'agit d'une simple présomption légale, il est possible d'y apporter une preuve à l'effet contraire, par exemple au moyen de la présentation d'un test ADN (voir à ce sujet l'article présomption en droit québécois). Le but de la présentation d'un test ADN est d'éviter les conséquences juridiques de la reconnaissance de la filiation, comme l'obligation alimentaire de l'art. 585 C.c.Q..  
La loi a été modifiée en 2022 pour permettre aux conjoints de fait de bénéficier de la présomption, car auparavant, seules les femmes mariées ou en union civile pouvaient faire valoir la présomption de paternité à l'égard du père présumé. 

## Texte de la disposition législative
« 525.  L’enfant né pendant le mariage, l’union civile ou l’union de fait ou dans les 300 jours après sa dissolution, son annulation ou, dans le cas de l’union de fait, sa fin, est présumé avoir pour autre parent le conjoint de sa mère ou du parent qui lui a donné naissance.
La présomption est écartée à l’égard de l’ex-conjoint lorsque l’enfant est né dans les 300 jours de la dissolution ou de l’annulation du mariage ou de l’union civile ou de la fin de l’union de fait, mais après le mariage, l’union civile ou l’union de fait subséquent de sa mère ou du parent qui lui a donné naissance.
Cette présomption est également écartée lorsque l’enfant naît plus de 300 jours après le jugement prononçant la séparation de corps des époux, sauf s’il y a eu reprise volontaire de la vie commune avant la naissance.
La présomption est aussi écartée lorsque l’enfant est issu d’une activité de procréation assistée réalisée après le décès du conjoint de sa mère ou du parent qui lui a donné naissance. »

## Ancienne disposition législative (avant 2022)
« L’enfant né pendant le mariage ou l’union civile de personnes de sexe différent ou dans les 300 jours après sa dissolution ou son annulation est présumé avoir pour père le conjoint de sa mère. »

Cette présomption est étendue aux couples de même sexe ou de sexe différent recourant à une PMA :

« L’enfant, issu par procréation assistée d’un projet parental entre époux ou conjoints unis civilement, qui est né pendant leur union ou dans les 300 jours après sa dissolution ou son annulation est présumé avoir pour autre parent le conjoint de la femme qui lui a donné naissance. »

Toutefois, l’acte de naissance prévaut, y compris sur une présomption de paternité :

« La filiation tant paternelle que maternelle se prouve par l’acte de naissance, quelles que soient les circonstances de la naissance de l’enfant. »

## Conséquences de ne pas contester la présomption de paternité en temps opportun
Si un père présumé néglige de faire effectuer des tests ADN et élève des enfants comme les siens, et se rend compte des années plus tard qu'il n'est pas le père de ces enfants, il peut néanmoins être considéré comme le père aux fins du paiement de la pension alimentaire en raison des règles relatives à la possession constante d'état (art. 524 C.c.Q.), comme ce fut le cas dans l'arrêt Droit de la famille — 123909, où un homme s'est rendu compte tardivement que trois de ses quatre enfants provenaient en réalité de relations avec d'autres hommes, alors qu'il était trop tard car les enfants avaient grandi et étaient devenus adolescents.

## Avis du Comité consultatif sur le droit de la famille quant à la pertinence de cette institution
Dans son rapport déposé le 7 juin 2015, parmi les nombreuses réformes proposées du droit de la famille, le Comité consultatif sur le droit de la famille (CCDF) n’a pas pu trancher le point de la présomption de paternité, hormis en cas de procréation assistée (où son abrogation est recommandée) : « De l’avis du Comité, deux réponses sont envisageables : soit on conserve la présomption de paternité, mais en l’étendant toutefois à l’ensemble des couples, qu’ils soient mariés ou non, soit on l’abroge purement et simplement. […] Chacune des deux thèses admissibles recueille des appuis en nombre équivalent au sein du Comité ». « Pour les tenants de la première thèse, […] la présomption de paternité ne conserverait qu’une seule utilité : permettre à l’enfant dont la filiation n’est pas autrement établie (suivant une reconnaissance formelle de paternité ou une possession constante d’état) de bénéficier automatiquement d’un lien filial avec le conjoint de sa mère, sans avoir à en revendiquer l’établissement en justice, sur la base d’une preuve génétique ». « Pour les tenants de la deuxième thèse, […] le temps est venu de dissocier clairement la filiation de la conjugalité ».